# 陶菲克·希达亚特
陶菲克·希达亚特（1981年8月10日—），印尼男子羽毛球运动员，生于西爪哇省万隆，他自幼在万隆SGS俱樂部，師從1970年代印尼的頂尖羽毛球员伊耶·蘇米拉特，學習其欺騙性網前技巧。 自2024年10月21日起担任印尼青年及体育部副部长。
他與丹麥的彼得·盖德、中國的林丹和馬來西亞的李宗偉並稱國際羽壇四大天王（2000年代）。
他是2004年雅典奧運男單金牌得主、2005年世界羽毛球錦標賽男單冠軍、兩屆亞運的男單金牌得主，以及三次亞洲錦標賽男單冠軍。他还赢过六次印尼公开赛冠军（1999、2000、2002、2003、2004與2006） ，生涯總共贏得27個國際大賽單打冠軍。
陶菲克的妻子阿咪·古默拉爾（Ami Gumelar）是印尼前交通部长、政商界知名人士阿古姆·古默拉爾（Agum Gumelar）之女儿，两人于2006年2月4日结婚，并在2007年8月生下1个女儿。

## 运动生涯

### 早期生涯
陶菲克被认为是当时羽坛男子单打的天才，网前小球技术和反手拍技術最被人称道，而且擁有強大的後場殺球能力。
1996年，他被一位教练看中，开始闯入国际羽坛。
1997年，他赢得亞青賽男單冠軍。
1998年，他获得了文莱公开赛男单冠军，他在決賽以局數2比1反勝中國的亚特兰大奥运会羽毛球男單銀牌得主董炯。同年12月，他代表印尼參加曼谷亚运会，協助印尼奪得男子團體冠軍。
1999年，17岁的他参加了3月舉行的全英賽，晉級過程中淘汰了印尼轉藉中華台北的陳鋒和亚特兰大奥运会羽毛球男單金牌得主波尔-埃里克·赫耶尔·拉尔森，并进入男单决赛；决赛对手是世界第一的丹麦名將彼得·盖德，他最后输给了彼得·盖德的拍下，可是比赛打得非常激烈，这场比赛使他受到羽壇關注。 同年8月，他在新加坡公開賽男單半决赛成功復仇彼得·盖德，但在决賽負於同胞兼1995年世界錦標賽男單冠軍阿爾比。
此外，他奪得1999年東南亞運動會男單金牌，以及協助當年的印尼奪得東南亞運動會和羽毛球亞洲盃男子的團體冠軍。
2000年3月，他参加全英賽，又再次进入男单决赛；這次决赛对手是中国球員夏煊澤，最后他直落兩局落敗，再次奪得該比賽亞軍。5月，他在當年作为主力球员帮助印尼贏得汤姆斯杯，他在决赛的第3場單打，以直落2局打敗吉新鹏，直接鎖定印尼對中国3-0的勝局。
同年8月，他在大馬公開賽男單决賽成功向夏煊澤復仇，直落兩局擊敗後者奪冠。不久，他的世界排名上升到第1名；9月，他参加了悉尼奥运会男子羽毛球单打比赛，他被列为头号种子，可是他在八強赛被中国黑马吉新鹏淘汰而止步，後者最後更奪得冠軍。同年年末，他获得亚洲锦标赛男单冠军。
1999-2000年這2年，他在主場均奪得印尼公開賽男單冠軍。
2001年，他參加了於6月初在西班牙塞维利亚舉行的世界锦标赛，殺入半决赛，遇上了同胞兼悉尼奥运会羽毛球男單銀牌得主葉誠萬，雙方頭兩局打成1比1，到第三局他領先比分7比1時，因大腿拉傷而棄權，後者也最終奪冠而回。兩個月後，他又參加了新加坡公開賽，最終殺入決賽，並在決賽打敗馬來西亞球員黃綜翰，勇奪冠軍。
不過在2000-01年期間，陶菲克曾經和印尼羽協發生矛盾，因為他曾公開要求印尼羽協更換時任主席蘇巴吉奧和其他理事，而印尼羽協又將他的恩師穆尼奧排除出國家隊教練之中，這些事件導致陶菲克在2001年一度退出國家，他更一度考慮轉投新加坡，也因此遭印尼羽協禁賽兩個月，事件最終以和解收場。

### 高峰期 (2002年 - 2006年)
2002年至2006年，是陶菲克的高峰期，他在這個時期贏得過2次亚运会、1次奥运会、1次世锦赛和1次亚锦賽的男单冠军；以及成功協助印尼衛冕汤姆斯杯。
這時期，他主要的競爭對手幾乎來自傳統五強（印尼、中國、馬來西亞、丹麥和韓國）。
除了2005年，這幾年的印尼公開賽男單冠軍都是他的囊中物，也達其成生涯六奪冠軍的紀錄，值得一提的是，2002-04年連續三次决賽中，他都擊敗了中国球員陳宏而奪得冠軍。
這幾年內，他無疑是世界男子羽壇第一人。

#### 2002年：衛冕湯姆斯盃、釜山亞運奪金
| 釜山亞運會 - 羽毛球男單 | 釜山亞運會 - 羽毛球男單 | 釜山亞運會 - 羽毛球男單 | 釜山亞運會 - 羽毛球男單 | 釜山亞運會 - 羽毛球男單 |
| 回合                    | 對手                    | 比分                    | 戰果                    |                         |
| ----------------------- | ----------------------- | ----------------------- | ----------------------- | ----------------------- |
| 16強賽                  | 舛田圭太                | 15–3、15–2              | 勝                      |                         |
| 八強賽                  | 哈菲兹哈欣              | 15–11、15–5             | 勝                      |                         |
| 半决赛                  | 孙升模                  | 15–10、15–7             | 勝                      |                         |
| 决赛                    | 李炫一                  | 15–7、15–9              | 勝 - 金牌               |                         |

2002年5月，他作为主力球员，協助印尼成功衛冕汤姆斯杯冠军，雖然在决赛第3場單打中，他在五局大戰（當時仍是國際羽聯自2001年6月試行五局三勝、每局7分發球得分制的一年内）中敗於李传成，惟印尼仍以總分3比2擊敗馬來西亞，奪冠而回。
同年10月，他参加釜山亚运会男子羽毛球单打比赛，他在决赛打败了东道主韩国名将李炫一，获得亚运男单金牌。而男子團體賽對東道主韓國的决賽則發生一段小插曲，在他和韓國對手孫升模的第一場對戰中，全韓籍的司綫員被指偏袒主隊，多次將主隊出界的球判為好球，同時又將他的好球判為界外球，結果引致他摔拍並且和印尼隊職員全體一度離場抗議，在亞奧理事會介入並决定換掉全韓籍司綫員後才繼續比賽，他最終敗給孫升模，而最後韓國也以總分3比1打敗印尼，印尼隊宣告衛冕失敗。
這一年，他接連奪得汤姆斯杯、以及台北公開賽、印尼公開賽和釜山亞運會男單冠軍，也宣告陶菲克正式在羽壇崛起。
2003年7月，他參加了在英格蘭伯明翰舉行的世界锦标赛，但在男單第三圈負於中国球員鲍春来，再次失利於世錦賽。
2002-03這兩年的亞洲錦標賽男單決賽，他都負於同胞索尼·昆科羅，無緣冠軍。

#### 2004年：第二次亞洲冠軍、雅典奧運奪金
| 雅典奧運會 - 羽毛球男單 | 雅典奧運會 - 羽毛球男單 | 雅典奧運會 - 羽毛球男單 | 雅典奧運會 - 羽毛球男單 | 雅典奧運會 - 羽毛球男單 |
| 回合                    | 對手                    | 比分                    | 戰果                    |                         |
| ----------------------- | ----------------------- | ----------------------- | ----------------------- | ----------------------- |
| 32強賽                  | 山田英孝                | 15–8、15–10             | 勝                      |                         |
| 16強賽                  | 黄综翰 [3]              | 11–15、15–7、15–9       | 勝                      |                         |
| 八強賽                  | 彼得·盖德 [6]           | 15–12、15–12            | 勝                      |                         |
| 半决赛                  | 文萨·波萨那             | 15–9、15–2              | 勝                      |                         |
| 决赛                    | 孙升模 [7]              | 15–8、15–7              | 勝 - 金牌               |                         |

2004年4月，他繼2000年，再度奪得亚洲锦标赛男单冠军，决賽對手不是別人，正是在前兩屆决賽打敗他的索尼·昆科羅，在連續三年的印尼打吡戰中，這次他終於復仇成功。
同年5月，他率領印尼在主場進行湯姆斯盃進行衛冕戰，此前印尼是1994、96、98、2000和02年連續五屆冠軍，而中国則在1992年以後在此賽事跌入逢遇印尼不勝的怪圈。賽前兩隊均被捧為奪冠大熱門，但在分組賽，主場的印尼隊出乎意料地被中国队以總分5比0橫掃，他在第三場單打對戰中負於鲍春来，雖然無礙印尼隊晉級，但印尼隊在半决赛面對另一強隊丹麥，縱然印尼隊有索尼·昆科羅在首場單打對戰中擊敗彼得·盖德，以及陶菲克在第三場的單打比賽擊敗了肯尼斯·喬納森，惟印尼隊仍以總分2比3落敗，宣告衛冕失敗。 往後幾屆直至陶菲克宣佈退休前的2012年的湯盃，印尼再無法重奪冠軍，而中国队则在這年開始，連續五屆壟斷冠軍，湯盃也進入了「中国皇朝」。
雅典奥运会開幕前3個月，他特地前去新加坡，請回當時已在當地任教練的恩師穆尼奧協助訓練，備戰奧運。8月，他参加了雅典奥运会男子单打比赛，他在比赛中发挥出色，打敗了包括2003年世界锦标赛男單亞軍黄综翰和丹麥老將彼得·盖德，一路杀入决赛。 他在决赛面對韩国名将孙升模，慢熱的他曾在頭兩局分別以0-7和0-3落後對手，但很快便調整過來，並以以直落兩局（比分：15-8、15-7）打败對手，赢得他第一面，也是唯一的奥运会金牌。
雅典奥运会結束后，他因不满政府發的奖金太少，公开进行指责，其後还因不满印尼羽协的做法，多次表示退出国家队。
同年11月，他參加中國公開賽，但在男單半决赛被東道主的鲍春来以盘数2比1反勝，無缘决赛，這也是他在中国公开赛最佳成绩。

#### 2005年：世界羽毛球锦标赛奪冠
| 2005年世界羽毛球锦标赛 - 男單 | 2005年世界羽毛球锦标赛 - 男單 | 2005年世界羽毛球锦标赛 - 男單 | 2005年世界羽毛球锦标赛 - 男單 | 2005年世界羽毛球锦标赛 - 男單 |
| 回合                          | 對手                          | 比分                          | 戰果                          |                               |
| ----------------------------- | ----------------------------- | ----------------------------- | ----------------------------- | ----------------------------- |
| 64強賽                        | 罗德里戈·卡里略               | 15–7、15–3                    | 勝                            |                               |
| 32強賽                        | 方發財                        | 15–5、15–6                    | 勝                            |                               |
| 16強賽                        | 文萨·波萨那 [11]              | 15–9、15–17、15–10            | 勝                            |                               |
| 八強賽                        | 肯尼斯·喬納森 [2]             | 3–15、15–10、15-7             | 勝                            |                               |
| 半决赛                        | 李宗偉 [5]                    | 15–3、15–12                   | 勝                            |                               |
| 决赛                          | 林丹 [1]                      | 15–3、15–7                    | 勝 - 金牌                     |                               |

2005年，他參加6月末舉行的新加坡公開賽，在男單决賽中，他擊敗了中国球員陳宏而奪冠，這也是他連續4年都有比賽决賽擊敗後者奪冠的紀錄。 
8月，他参加了在美國加州安納罕市舉行的世界锦标赛；他在八強賽以局数2比1（比分：3-15、15-10、15-7）反勝丹麥球員肯尼斯·喬納森，进入半决赛；在半决赛以局数2比0（比分：15-3、15-12）淘汰马来西亚选手李宗伟，顺利进入决赛；决赛对手是世界排名第一的中国选手林丹，第一局他以15比3大幅領先，第二局林丹曾領先7比3卻連失12分，最終他以两局大比分（15-3、15-7）碾壓性地打败林丹，赢得生涯中第一个世锦赛冠军，他成为世界羽坛首位男单大满贯得主（奥运会、世锦赛和亚运会）。

#### 2006年：多哈亞運衛冕男單金牌
| 多哈亞運會 - 羽毛球男單 | 多哈亞運會 - 羽毛球男單 | 多哈亞運會 - 羽毛球男單 | 多哈亞運會 - 羽毛球男單 | 多哈亞運會 - 羽毛球男單 |
| 回合                    | 對手                    | 比分                    | 戰果                    |                         |
| ----------------------- | ----------------------- | ----------------------- | ----------------------- | ----------------------- |
| 32強賽                  | Sayed Hamed Ebrahim     | 21-6、21-7              | 勝                      |                         |
| 16強賽                  | 朴成煥                  | 21-18、17-21、21-17     | 勝                      |                         |
| 八強賽                  | 鲍春来                  | 21-16、21-14            | 勝                      |                         |
| 半决赛                  | 李宗偉                  | 21-16、21-18            | 勝                      |                         |
| 决赛                    | 林丹                    | 21-15、22-20            | 勝 - 金牌               |                         |

2006年，國際羽聯進行比分大改制，將從前男單的每局15分發球得分制，變更為每局21分直接得分制，比賽仍維持三局兩勝制。
當年6月，他第6次奪得印尼公開賽男單冠軍，他在决賽擊敗了中国的鲍春来 ，這也是他奪冠最多的比賽。
9月舉行的世界錦標賽，他在第三圈被老對手陳宏淘汰，衛冕失敗。
10月，他在優乃克日本公開賽男單比賽中殺入決賽，但被新鮮出爐的世錦賽男單冠軍林丹擊敗，失落冠軍。
12月，他参加了多哈亞運會。在羽毛球男團比賽中，印尼队在小組賽和半决赛均遇上中国队，他在這兩階段的2場單打均以局数1比2敗於林丹，印尼隊也最終只獲銅牌。但在羽毛球男單比賽；他在八強賽以局数2比0（比分：21-16、22-20）戰勝中国选手鲍春来；在半决赛以局数2比0（比分：21-16、22-20）淘汰李宗伟；进入决赛；在决赛中，他領先第一局，而林丹在第二局曾一度領先20-17（即3個局點），但最終他最後關頭連赢5分，以局数2比0（比分：21-15、22-20）战胜林丹，成功衛冕冠軍，並報卻了亞運團體賽兩敗以及日本公開賽男單決賽落敗之仇。

### 2006年之後
2006年之後，陶菲克狀態開始下滑，不復當年之勇，這時期同時也是林丹王朝的開始，加上李宗偉的崛起，往後幾年內，他對林、李二人的戰績均處絕對劣勢，但事實上他只比二人年長一至兩歲。
2007年4月，他第三度获得亚洲锦标赛男单冠军，决賽中，他擊敗了老對手、中国球員陳宏而奪得金盃，這也是他職業生涯之中，唯一他在五次男單决賽都相遇同一人又能保持全勝，但這也是他最後一次亞錦賽冠軍。
同年6月，他出戰印尼公開賽，和以往不同，這是國際羽聯（IBF）更名世界羽聯（BWF）後首創的世界羽聯超級系列賽的12項賽事之一，他在準決賽遇上上屆決賽手下敗將中国選手鲍春来，不過結果完全相反，他被後者以直落2局比分21-19淘汰出局。
同年9月中旬-10月初，他連續參與在東亞舉行的三站男單賽事：優乃克日本公開賽（超級系列賽）、台北公開賽（黃金大獎賽）、澳門公開賽（黃金大獎賽），結果他都是悉數進入決賽，但都功虧一簣，分別敗於李宗偉、索尼·昆科羅和陳金，四周內連續三次奪得亞軍。
同年12月初，他又參加了東南亞運動會，繼1999年後，他再次赢得男單金牌，又同時協助印尼奪得男子的團體冠軍。
2008年，他参加北京奥运会男子单打比赛，在第二圈被马来西亚选手黃綜翰以局数2比0（比分：21-19、21-16）淘汰，宣告衛冕失敗。
2007年以來，世界羽聯將羽毛球比賽進行職業化，升格多個賽事為世界羽聯超級系列賽，並增加賽事獎金。在2007-11年間，陶菲克打入過10次超級系列賽男單決賽，但只赢過1次冠軍，當中有5次是敗給李宗偉。

#### 2010年：世界羽毛球錦標賽奪亞
| 2010年世界羽毛球锦标赛 - 男單 | 2010年世界羽毛球锦标赛 - 男單 | 2010年世界羽毛球锦标赛 - 男單 | 2010年世界羽毛球锦标赛 - 男單 | 2010年世界羽毛球锦标赛 - 男單 |
| 回合                          | 對手                          | 比分                          | 戰果                          |                               |
| ----------------------------- | ----------------------------- | ----------------------------- | ----------------------------- | ----------------------------- |
| 64強賽                        | 歐拉·法貝米                   | 21–10、21–10                  | 勝                            |                               |
| 32強賽                        | 謝裕興                        | 19–21、21–19、21–9            | 勝                            |                               |
| 16強賽                        | 達農沙·森頌汶素               | 21–8、21–14                   | 勝                            |                               |
| 八強賽                        | 李宗偉 [1]                    | 21–15、11–21、21-12           | 勝                            |                               |
| 半决赛                        | 朴成奐 [13]                   | 21–10、22–20                  | 勝                            |                               |
| 决赛                          | 陳金 [4]                      | 13–21、15–21                  | 負 - 銀牌                     |                               |

2010年，他参加在法國巴黎舉行的世界锦标赛，五年後再次进入了决赛，但他在决赛以局数0比2（比分：13-21、15-21）輸給中国选手陳金，奪得亞軍。無獨有偶，在一年前的世界锦標赛，他在半决赛被陳金淘汰，陳金自此也成了他後期生涯的剋星。

#### 退役

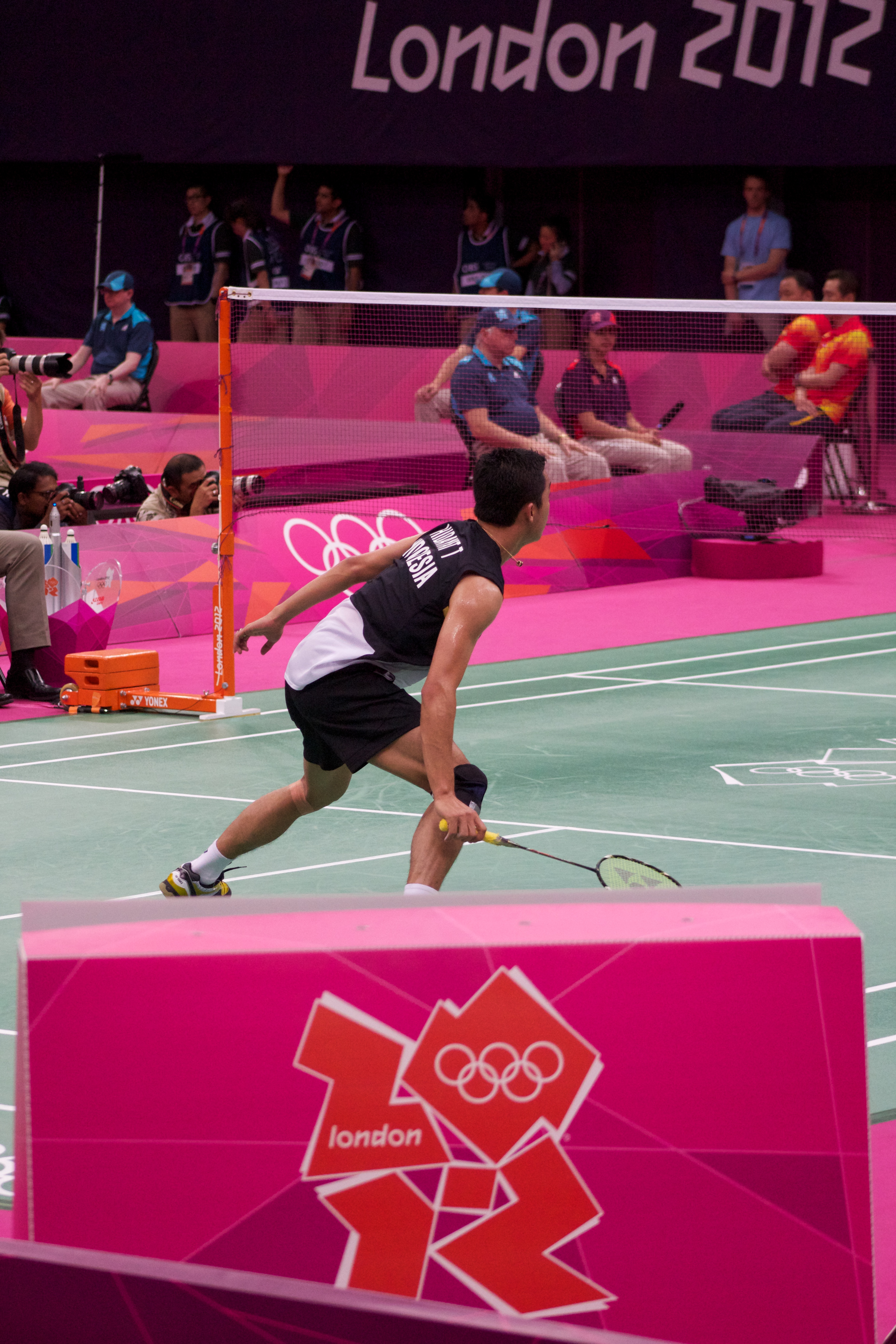
陶菲克代表印尼出戰2012年伦敦奥运会。

2012年7月，他代表印尼出戰英國倫敦舉行的奥运会羽毛球男單賽事，個人第四度征戰奧運會。
他在小組賽階段先後輕鬆擊敗捷克的彼得·考卡尔和西班牙的巴勃罗·阿维安，順利晉級淘汰賽；但在淘汰賽首輪賽事便遇上去屆金牌得主中國的林丹，結果以盘数0比2（比分：9-21、12-21）落敗，于16強止步。
赛前，他已在采访中表示这是自己最后一届奥运会，他覺得自己累了；赛后，他对自己在奥运谢幕战的表現还算满意，並要感谢全世界一直支持他的球迷。
2013年年初，他宣佈會在印尼公開賽後退役；6月12日，他在印尼首要超級賽首轮面對印度小將塞·帕拉内斯，在領先一局的情况下以局數1比2不敵對手，以失利結束個人的职业生涯，正式告别國際羽坛。
陶菲克生涯雖然赢過不少重要賽事冠軍，但遺憾地他從未奪得過中国公开赛男單冠軍（從未晉級决賽）、全英賽男單冠軍（兩屆亞軍：1999、2000），和蘇迪曼盃錦標（代表印尼三奪亞軍：2001、2005、2007）。

### 軼事
退役後的陶菲克，聲稱曾有馬來西亞官員，以鉅款賄賂他，要求他在2006年多哈亞運會的羽毛球比賽故意輸掉對李宗偉的半决赛男單比賽，結果被他拒絕，最後他更贏得冠軍。。

## 主要比賽成績
只列出曾進入準決賽的國際賽事成績:

### 個人
男單: 27項冠軍，19項亞軍 
| 年份   | 賽事                                           | 公開賽級別 | 項目     | 成績   | 對手            | 比分                            |
| ------ | ---------------------------------------------- | ---------- | -------- | ------ | --------------- | ------------------------------- |
| 2012年 | 瑞士羽毛球公開賽                               | 黃金大獎賽 | 男子單打 | 準決賽 | 陳金            | 11－21、18－21                  |
| 2011年 | 印度羽毛球黃金大獎賽                           | 黃金大獎賽 | 男子單打 | 冠軍   | 沙魯巴·維爾馬   | 21－15、21－18                  |
| 2011年 | 印尼羽毛球黃金大獎賽                           | 黃金大獎賽 | 男子單打 | 準決賽 | 湯米·蘇吉亞托   | 10－21、15－21                  |
| 2011年 | 加拿大羽毛球公開賽                             | 大獎賽     | 男子單打 | 亞軍   | 馬克·茨維布勒   | 13－21、23－25                  |
| 2011年 | 馬來西亞羽毛球公開賽                           | 超級賽     | 男子單打 | 亞軍   | 李宗偉          | 8－21、17－21                   |
| 2010年 | 香港羽毛球公開賽                               | 超級賽     | 男子單打 | 亞軍   | 李宗偉          | 19－21、9－21                   |
| 2010年 | 法國羽毛球公開賽                               | 超級賽     | 男子單打 | 冠軍   | 喬希姆·佩爾森   | 21－16、21－11                  |
| 2010年 | 丹麥羽毛球公開賽                               | 超級賽     | 男子單打 | 亞軍   | 簡·奧·約根森    | 19－21、19－21                  |
| 2010年 | 印尼羽毛球黃金大獎賽                           | 黃金大獎賽 | 男子單打 | 冠軍   | 狄奧尼修斯      | 26－28、21－17、21－14          |
| 2010年 | 世界羽毛球錦標賽                               | 其他       | 男子單打 | 亞軍   | 陳金            | 13－21、15－21                  |
| 2010年 | 加拿大羽毛球公開賽                             | 大獎賽     | 男子單打 | 冠軍   | 布里斯·利弗德斯 | 21－15、21－11                  |
| 2010年 | 印尼羽毛球公開賽                               | 超級賽     | 男子單打 | 亞軍   | 李宗偉          | 19－21、8－21                   |
| 2009年 | 法國羽毛球公開賽                               | 超級賽     | 男子單打 | 亞軍   | 林丹            | 6－21、15－21                   |
| 2009年 | 日本羽毛球公開賽 (優乃克日本公開賽)            | 超級賽     | 男子單打 | 亞軍   | 鮑春來          | 15－21、12－21                  |
| 2009年 | 世界羽毛球錦標賽                               | 其他       | 男子單打 | 準決賽 | 陳金            | 16－21、6－21                   |
| 2009年 | 美國羽毛球公開賽                               | 大獎賽     | 男子單打 | 冠軍   | 薛軒億          | 21－15、21－16                  |
| 2009年 | 印尼羽毛球公開賽                               | 超級賽     | 男子單打 | 亞軍   | 李宗偉          | 9－21、14－21                   |
| 2009年 | 印度羽毛球公開賽                               | 黃金大獎賽 | 男子單打 | 冠軍   | 哈菲茲哈欣      | 21－18、21－19                  |
| 2009年 | 全英羽毛球超級賽                               | 超級賽     | 男子單打 | 準決賽 | 李宗偉          | 8－21、13－21                   |
| 2008年 | 世界羽聯超級系列賽總決賽                       | 首要超級賽 | 男子單打 | 準決賽 | 李宗偉          | 5－21、10－21                   |
| 2008年 | 香港羽毛球公開賽                               | 超級賽     | 男子單打 | 準決賽 | 林丹            | 17－21、14－21                  |
| 2008年 | 法國羽毛球公開賽                               | 超級賽     | 男子單打 | 亞軍   | 彼得·蓋德       | 21－16、17－21、7－21           |
| 2008年 | 澳門羽毛球公開賽                               | 黃金大獎賽 | 男子單打 | 冠軍   | 李宗偉          | 21－19、21－15                  |
| 2007年 | 東南亞運動會 (2)                               | 其他       | 男子單打 | 冠軍   | 李彦輝          | 21－15、21－9                   |
| 2007年 | 澳門羽毛球公開賽                               | 黃金大獎賽 | 男子單打 | 亞軍   | 陳金            | 21－19、17－21、18－21          |
| 2007年 | 中華台北羽球公開賽                             | 黃金大獎賽 | 男子單打 | 亞軍   | 索尼·昆科羅     | 21－18、6－21、13－21           |
| 2007年 | 日本羽毛球公開賽 (優乃克日本公開賽)            | 超級賽     | 男子單打 | 亞軍   | 李宗偉          | 20－22、21－19、19－21          |
| 2007年 | 印尼羽毛球公開賽                               | 超級賽     | 男子單打 | 準決賽 | 鮑春來          | 19－21、19－21                  |
| 2007年 | 亞洲羽毛球錦標賽 (3)                           | 其他       | 男子單打 | 冠軍   | 陳宏            | 21－18、21－19                  |
| 2006年 | 亞洲運動會 (2)                                 | 其他       | 男子單打 | 冠軍   | 林丹            | 21－15、22－20                  |
| 2006年 | 羽毛球世界盃                                   | 其他       | 男子單打 | 準決賽 | 林丹            | （棄權 - 比賽前退出）           |
| 2006年 | 日本羽毛球公開賽 (優乃克日本公開賽)            |            | 男子單打 | 亞軍   | 林丹            | 21－16、16－21、3－21           |
| 2006年 | 印尼羽毛球公開賽 (6)                           |            | 男子單打 | 冠軍   | 鮑春來          | 21－18、21－19                  |
| 2005年 | 世界羽毛球錦標賽                               | 其他       | 男子單打 | 冠軍   | 林丹            | 15－3、15－7                    |
| 2005年 | 新加坡羽毛球公開賽 (2) (英傑華公開賽)          |            | 男子單打 | 冠軍   | 陳宏            | 15－9、15－3                    |
| 2004年 | 中國羽毛球公開賽                               |            | 男子單打 | 準決賽 | 鮑春來          | 15－10、3－15、12－15           |
| 2004年 | 雅典奥運會                                     | 其他       | 男子單打 | 冠軍   | 孫升模          | 15－8、15－7                    |
| 2004年 | 印尼羽毛球公開賽 (5)                           |            | 男子單打 | 冠軍   | 陳宏            | 15－10、15－11                  |
| 2004年 | 亞洲羽毛球錦標賽 (2)                           | 其他       | 男子單打 | 冠軍   | 索尼·昆科羅     | 15－12、7－15、15－6            |
| 2004年 | 全英羽毛球公開賽                               |            | 男子單打 | 準決賽 | 彼得·蓋德       | 9－15、9-15                     |
| 2003年 | 亞洲羽毛球錦標賽                               | 其他       | 男子單打 | 亞軍   | 索尼·昆科羅     | 5－15，15－7,8－15              |
| 2003年 | 印尼羽毛球公開賽 (4)                           |            | 男子單打 | 冠軍   | 陳宏            | 15－9、15－9                    |
| 2002年 | 亞洲羽毛球錦標賽                               | 其他       | 男子單打 | 亞軍   | 索尼·昆科羅     | 12－15,5－15                    |
| 2002年 | 亞洲運動會 (1)                                 | 其他       | 男子單打 | 冠軍   | 李炫一          | 15－7、15－9                    |
| 2002年 | 印尼羽毛球公開賽 (3)                           |            | 男子單打 | 冠軍   | 陳宏            | 15－12、15－12                  |
| 2002年 | 中華台北羽球公開賽                             |            | 男子單打 | 冠軍   | 林光毅          | 15－10、15－8                   |
| 2001年 | 新加坡羽毛球公開賽 (1) (優乃克-Sunrise公開賽） |            | 男子單打 | 冠軍   | 黃綜翰          | 7－5、0－7、7－1、1－7、7－4    |
| 2001年 | 世界羽毛球錦標賽                               | 其他       | 男子單打 | 準決賽 | 葉誠萬          | 15－11、5－15、7－1（受傷退出） |
| 2001年 | 瑞士羽毛球公開賽                               |            | 男子單打 | 準決賽 | 李傳成          | 8－6、7－8、1－7、5－7          |
| 2000年 | 亞洲羽毛球錦標賽 (1)                           | 其他       | 男子單打 | 冠軍   | 郭專本          | 14－17、15－2、15－3            |
| 2000年 | 馬來西亞羽毛球公開賽                           |            | 男子單打 | 冠軍   | 夏煊澤          | 15－10、17－14                  |
| 2000年 | 印尼羽毛球公開賽 (2)                           |            | 男子單打 | 冠軍   | 王友福          | 15－5、15－13                   |
| 2000年 | 全英羽毛球公開賽                               |            | 男子單打 | 亞軍   | 夏煊澤          | 6－15、13－15                   |
| 1999年 | 東南亞運動會 (1)                               | 其他       | 男子單打 | 冠軍   | 黃綜翰          | 15－10、11－15、15－11          |
| 1999年 | 新加坡羽毛球公開賽 (柯尼卡盃)                  |            | 男子單打 | 亞軍   | 阿爾比          | 15－13、10－15、11－15          |
| 1999年 | 印尼羽毛球公開賽 (1)                           |            | 男子單打 | 冠軍   | 布迪·桑托索     | 17－14、15－12                  |
| 1999年 | 全英羽毛球公開賽                               |            | 男子單打 | 亞軍   | 彼得·蓋德       | 11－15、15－7、10－15           |
| 1998年 | 亞洲羽毛球錦標賽                               | 其他       | 男子單打 | 準決賽 | 馬立夫·邁納基   | 15－17、5－15                   |
| 1998年 | 汶萊羽毛球公開賽                               |            | 男子單打 | 冠軍   | 董炯            | 12－15、15－3、15－9            |

| 2007-2017年 | 首要超級賽 | 超級賽 | 黃金大獎賽 | 大獎賽 | 國際挑戰賽 | 國際系列賽 | 未來系列賽 | 其他 |

#### 奧運會和世錦賽參賽紀錄
|          | 1999 | 2000 | 2001 | 2003 | 2004 | 2005 | 2006 | 2007 | 2008 | 2009 | 2010 | 2011 | 2012 |
| -------- | ---- | ---- | ---- | ---- | ---- | ---- | ---- | ---- | ---- | ---- | ---- | ---- | ---- |
| 男子單打 | 八強 | 八強 | 季軍 | 16強 | 金牌 | 冠軍 | 16強 | 32強 | 32強 | 季軍 | 亞軍 | 32強 | 16強 |

### 團體
代表  印度尼西亞
| 年份 | 賽事             | 舉辦地點              | 項目     | 成績   | 對手     | 隊際比分 |
| ---- | ---------------- | --------------------- | -------- | ------ | -------- | -------- |
| 2011 | 東南亞運動會 (3) | 印度尼西亞雅加達/巨港 | 男子團體 | 冠軍   | 馬來西亞 | 3－1     |
| 2010 | 亞運會           | 中国廣州              | 男子團體 | 準決賽 | 中國     | 0－3     |
| 2010 | 湯姆斯盃         | 马来西亚吉隆坡        | 男子團體 | 亞軍   | 中國     | 0－3     |
| 2008 | 湯姆斯盃         | 印度尼西亞雅加達      | 男子團體 | 準決賽 | 韓國     | 0－3     |
| 2007 | 東南亞運動會 (2) | 泰國那空叻差是瑪府    | 男子團體 | 冠軍   | 新加坡   | 3－0     |
| 2007 | 蘇迪曼盃         | 苏格兰格拉斯哥        | 混合團體 | 亞軍   | 中國     | 0－3     |
| 2006 | 亞運會           | 多哈                  | 男子團體 | 準決賽 | 中國     | 0－3     |
| 2006 | 湯姆斯盃         | 日本仙台/東京         | 男子團體 | 準決賽 | 中國     | 0－3     |
| 2005 | 東南亞運動會     | 菲律賓馬尼拉          | 男子團體 | 亞軍   | 馬來西亞 | 2－3     |
| 2005 | 蘇迪曼盃         | 中国北京              | 混合團體 | 亞軍   | 中國     | 0－3     |
| 2004 | 湯姆斯盃         | 印度尼西亞雅加達      | 男子團體 | 準決賽 | 丹麥     | 2－3     |
| 2003 | 蘇迪曼盃         | 荷蘭埃因霍温          | 混合團體 | 準決賽 | 中國     | 1－3     |
| 2002 | 亞運會           | 大韓民國釜山          | 男子團體 | 亞軍   | 韓國     | 1－3     |
| 2002 | 湯姆斯盃 (2)     | 中国廣州              | 男子團體 | 冠軍   | 馬來西亞 | 3－2     |
| 2001 | 蘇迪曼盃         | 西班牙塞维利亚        | 混合團體 | 亞軍   | 中國     | 1－3     |
| 2001 | 羽毛球亞洲盃     | 新加坡                | 男子團體 | 季軍   | 泰國     | 2－1     |
| 2000 | 湯姆斯盃 (1)     | 马来西亚吉隆坡        | 男子團體 | 冠軍   | 中國     | 3－0     |
| 1999 | 羽毛球亞洲盃 (1) | 越南胡志明市          | 男子團體 | 冠軍   | 馬來西亞 | 3－0     |
| 1999 | 東南亞運動會 (1) | 斯里巴加灣市          | 男子團體 | 冠軍   | 馬來西亞 | 3－0     |
| 1999 | 蘇迪曼盃         | 丹麦哥本哈根          | 混合團體 | 準決賽 | 丹麥     | 2－3     |
| 1998 | 亞運會 (1)       | 泰國曼谷              | 男子團體 | 冠軍   | 中國     | 4－0     |

## 大赛参加次数
- 5次苏迪曼杯（1999、2001、2003、2005、2007）
- 7次汤姆斯杯（2000、2002、2004、2006、2008、2010、2012）
  - 2次奪冠：2000、2002
- 4次奥运会（2000、2004、2008、2012）
  - 1次男单奪冠：2004
- 9次世界羽毛球锦标赛（1999、2001、2003、2005-07、2009-11）
  - 1次男单奪冠：2005
- 4次亞運會（1998、2002、2006、2010） 
  - 1次團體奪冠：1998
  - 2次男单奪冠：2002、2006